# Flughafen J. Hozman

i8
i11
i13
Der Flughafen J. Hozman (IATA-Code: ETH, ICAO-Code: LLET) liegt inmitten der israelischen Stadt Eilat am Roten Meer und trennt die Wohnstadt von der Hotelzone ab. Er wurde 2019 stillgelegt.

## Geschichte
Der Flughafen wurde 1949 gegründet und war ein ehemaliger Militärflughafen. Er verzeichnete sinkende Passagierzahlen, weswegen Anfang der 2000er Jahre eine Renovierung vorgenommen wurde. Er bediente bis zu seiner Schließung am 18. März 2019 fast ausschließlich Inlandsflüge zu den Tel Aviver Flughäfen Ben-Gurion und Sde-Dow und zum Flughafen Haifa.

## Ilan and Assaf Ramon International Airport Eilat
Der Flughafen J. Hozman wurde von dem neuen Flughafen Ilan and Assaf Ramon International Airport Eilat, auch „Ramon Airport“ genannt (IATA-Code ETM) abgelöst, der auf der Höhe von Timna im Arava-Tal erbaut wurde. Der für umgerechnet rund 400 Millionen Euro neugebaute Flughafen wurde offiziell am 21. Januar 2019 eröffnet und die ersten internationalen Flugbewegungen wurden ab März 2019 durchgeführt.